# Diadasina monticola
Diadasina monticola är en biart som först beskrevs av Jesus Santiago Moure 1944.  Diadasina monticola ingår i släktet Diadasina och familjen långtungebin. Inga underarter finns listade i Catalogue of Life.